# Rotari
Rotari - Rothari en llatí, Chrothar en alt alemany - (Brescia, 606 - Brescia, 652) va ser rei dels longobards i rei d'Itàlia (636 -652).
Se l'esmenta per primer cop quan era duc de Brescia i arrià i pertanyia a la casa dels arodingi o harodings, un terme que pot indicar una descendència d'una tribu, els arudi, anteriorment esmentats a Jutlàndia. Va ascendir al tron l'any 636, a la mort d'Arioald, quan es va casar amb la vídua Gundeperga, catòlica i portadora del carisma de l'antiga dinastia dels Letings, heretat de la seva mare Teodolinda.
Segons la tradició, a la mort d'Arioaldo els ducs havien encarregat a Gundeperga elegir el nou rei i marit, d'una manera ja aplicada per la monarquia llombarda amb Rosamunda (que va triar Helmichis, però que fou rebutjat per la majoria dels ducs) i Teodolinda (que va triar a Agilulf, aquesta vegada amb un ampli consens). L'elecció de Gundeperga - probablement impulsada pels ducs - va ser un èxit. Rotari renovava per tant la fórmula d'un rei arrià flanquejat per una reina catòlica, que des del temps de Teodolinda, assegurava un equilibri substancial al regne i una política de tolerància.

Dominis llombards després de les conquestes de Rotari

Rotari va dirigir diverses campanyes militars, que van portar gairebé tot el nord d'Itàlia sota el domini del regne longobard. Això va ser possible perquè l'Imperi Romà d'Orient passava per una greu crisi interna, que el distreia dels afers d'occident. Rotari va poder conquerir (642) Ligúria (incloent la capital Gènova, i Luni), part d'Emília i Oderzo al Vèneto. No obstant això, l'aclaparadora victòria sobre l'exarca romà d'Orient Plató de Ravenna al riu Panaro, amb la derrota i assassinat, juntament amb els seus vuit mil homes de Plató, no va ser suficient per dominar l'Exarcat de Ravenna.
El record de Rotari està relacionat principalment amb el famós edicte, promulgat a la mitjanit del 22 de novembre al 23 de novembre del 643, amb el qual va codificar la llei longobarda, fins aleshores vinculada a la transmissió oral. L'Edicte va portar importants innovacions, com la substitució de l'antiga venjança privada (faida) pel wergild (guidrigildo, en italià compensació monetària), i l'ús molt limitat de la pena capital.
Va governar amb energia i va castigar dur als ducs que se li oposaven, a molts dels quals va eliminar, però, no es va alienar el suport i l'afecte del seu poble, que admirava al legislador i, sobretot, al guerrer. El ducat de Benevent, que durant el seu regnat va expandir el seu domini al seu torn per la conquesta de la Pulla i Salern, va reconèixer l'autoritat del rei, i el duc Arechis I (†641) va enviar a la cort de Milà, al seu fill i hereu Aió.
Rotari va morir el 652 i va ser enterrat a Pavia, a la Basílica de Sant Joan Baptista. Va ser succeït pel seu fill Rodoald.